# 1241
| [ Edytuj tabelę ]                          |                                                                   |
| Książę Małopolski                          | - 1238 Henryk II Pobożny 1241 - 1241 Konrad I mazowiecki 1243     |
| Książę Wielkopolski                        | - 1239 Przemysł I 1257 - 1239 Bolesław Pobożny 1279               |
| Król Angkoru                               | - 1218 Indrawarman II 1244                                        |
| Król Anglii                                | - 1216 Henryk III 1272                                            |
| Król Aragonii i Walencji, hrabia Barcelony | - 1213 Jakub I Zdobywca 1276                                      |
| Książę Bawarii                             | - 1231 Otto II 1253                                               |
| Margrabia Brandenburgii                    | - 1220 Otto III 1267                                              |
| Książę Burgundii                           | - 1218 Hugo IV 1272                                               |
| Cesarz Bizancjum                           | - 1222 Jan III Dukas Watatzes 1254                                |
| Car Bułgarii                               | - 1218 Iwan Asen II 1241 - 1241 Koloman I Asen 1246               |
| Cesarz Chin                                | - 1224 Song Lizong 1264                                           |
| Król Cypru                                 | - 1218 Henryk I 1253                                              |
| Król Czech                                 | - 1230 Wacław I 1253                                              |
| Król Danii                                 | - 1202 Waldemar II Zwycięski 1241 - 1241 Eryk IV Plovpenning 1250 |
| Władca Egiptu                              | - 1240 As-Salih Ajjub 1249                                        |
| Król Francji                               | - 1226 Ludwik IX Święty 1270                                      |
| Król Gruzji                                | - 1223 Rusudan 1245                                               |
| Hrabia Holandii                            | - 1234 Wilhelm II 1256                                            |
| Cesarz Japonii                             | - 1232 Shijō 1242                                                 |
| Kalif                                      | - 1226 Al-Mustansir 1242                                          |
| Król Kastylii                              | - 1217 Ferdynand III Święty 1252                                  |
| Król Kastylii i Leónu                      | - 1230 Ferdynand III Święty 1252                                  |
| Władca Korei                               | - 1213 Kojong 1259                                                |
| Wielki książę litewski                     | - 1240 Mendog 1253                                                |
| Cesarz Łaciński                            | - 1228 Baldwin II de Courtenay 1261                               |
| Kalif Maroka                               | - 1232 Abd al-Wahid II 1242                                       |
| Król Nawarry                               | - 1234 Tybald I 1253                                              |
| Król Norwegii                              | - 1217 Haakon IV Stary 1263                                       |
| Hrabia Palatynatu                          | - 1227 Otton I Bawarski 1253                                      |
| Papież                                     | - 1227 Grzegorz IX 1241 - 1241 Celestyn IV 1241                   |
| Król Portugalii                            | - 1223 Sancho II 1248                                             |
| Sułtan Rumu                                | - 1237 Kaj Chusrau II 1246                                        |
| Książę Rusi halickiej                      | - 1238 Daniel II 1264                                             |
| Cesarz Rzymski (niemiecki)                 | - 1220 Fryderyk II 1250                                           |
| Książę Saksonii                            | - 1212 Albrecht I 1260                                            |
| Król Serbii                                | - 1234 Stefan Władysław 1243                                      |
| Król Singasari                             | - 1227 Anuśpati 1248                                              |
| Król Szkocji                               | - 1214 Aleksander II 1249                                         |
| Król Szwecji                               | - 1234 Eryk XI Eriksson 1250                                      |
| Doża Wenecji                               | - 1229 Jacopo Tiepolo 1249                                        |
| Król Węgier                                | - 1235 Bela IV 1270                                               |
| Wielki mistrz zakonu krzyżackiego          | - 1240 Gerhard von Malberg 1244                                   |

Rok 1241 / MCCXLI
stulecia: XII wiek ~
XIII wiek ~
XIV wiek

lata: 1231 «
1236 «
1237 «
1238 «
1239 «
1240 «
1241
» 1242
» 1243
» 1244
» 1245
» 1246
» 1251

## Wydarzenia w Polsce
- Przełom 1240/1241 r. – I najazd mongolski na Polskę: miało miejsce pierwsze rozpoznawcze uderzenie Mongołów na Polskę osłabioną brakiem władzy królewskiej (rozbicie dzielnicowe). Po dotarciu w rejony Zawichostu, Raciborza i wzięciu jeńców (przyszłych przewodników) Mongołowie wycofali się w rejon Włodzimierza.
- Luty – I najazd mongolski na Polskę: drugi atak Mongołów, którzy już 10 lutego przeszli przez zamarzniętą Wisłę pod Krakowem. Po zdobyciu Sandomierza (13 lutego), Koprzywnicy, Wiślicy i Skalbmierza oraz wygranej bitwie z wojskami młodego Bolesława Wstydliwego dowodzonymi przez wojewodę krakowskiego Włodzimierza pod Turskiem, Mogołowie ponownie wycofują się na Ruś.
- 13 lutego – I najazd mongolski na Polskę: zwycięstwo Mongołów w bitwie pod Turskiem.
- Marzec – I najazd mongolski na Polskę: rozpoczęło się jednoczesne uderzenie Mongołów na Polskę (ok. 10 tys. jazdy), Siedmiogród i na Węgry (ok. 50 tys. jazdy). Zagony mongolskie pod wodzą Ordu, wnuka Czyngis-chana w rejonie Sandomierza podzieliły się i ruszyły na Łęczycę i Sieradz oraz na Kraków. Siłami zmierzającymi w kierunku Krakowa dowodził Ordu-Irczen.
- 18 marca – I najazd mongolski na Polskę: bitwa pod Chmielnikiem zakończyła się klęską rycerstwa krakowskiego i sandomierskiego pod wodzą wojewody krakowskiego Włodzimierza i wojewody sandomierskiego Pakosława.
- 20 marca – I najazd mongolski na Polskę: książę raciborski Mieszko Otyły rozbił podjazd mongolski pod Raciborzem.
- 28 marca – I najazd mongolski na Polskę: Mongołowie zdobyli i ograbili Kraków.
- 31 marca – I najazd mongolski na Polskę: spalenie Krakowa. Ocalał jedynie kamienny kościół Św. Andrzeja i gród wawelski. Zginęło ok. 3 tys. ludzi.
- 1 kwietnia – I najazd mongolski na Polskę: połączenie sił mongolskich w rejonie Krakowa - Batu-chan ruszył na Śląsk. W drodze na Wrocław pod Opolem Mongołowie znieśli wojska księcia opolskiego Władysława.
- 9 kwietnia – I najazd mongolski na Polskę: w bitwie pod Legnicą (Legnickie Pole) z Mongołami rycerstwo śląskie poniosło klęskę, a śmierć poniósł dowodzący Polakami książę Henryk Pobożny. Mongołowie ruszyli na Węgry przez Morawy.

- Wracający z bitwy pod Legnicą Mongołowie zniszczyli urządzenia kąpielowe w Lądku-Zdroju (wówczas Landeck) - informacja o tym wydarzeniu zapisana w dokumentach miejskich służy do datowania początków istnienia uzdrowiska w tym mieście.
- Pierwszy dokument stwierdzający istnienie Warszawy.
- Po bitwie pod Legnicą synowie Władysława Odonica Bolesław Pobożny i Przemysł I podporządkowali sobie całą Wielkopolskę. Ślązacy przez pewien czas trzymali Santok, Międzyrzecz, Zbąszyń i Kalisz, ale wycofali się stamtąd. Śląsk po najeździe mongolskim nie tylko utracił znaczenie dzielnicy przodującej krajowi, ale także sam rozpadł się na księstwa: wrocławskie, legnickie i głogowskie, podzielone między synów Henryka Pobożnego: Bolesława Rogatkę (inaczej Łysego), Henryka III wrocławskiego (a później Konrada głogowskiego).

## Wydarzenia na świecie
- 28 marca – Eryk IV został królem Danii.
- 11 kwietnia – nad rzeką Sajó wojska węgierskie poniosły klęskę w bitwie z najeźdźcami mongolskimi.
- Wiosna – przez Morawy pociągnęli Mongołowie na Węgry. Cały ten kraj dostał się w ich ręce. Król Bela IV uszedł na wyspy dalmatyńskie, przednie straże mongolskie docierały już do granic Austrii, kiedy przyniesiona z Karakorum wieść o śmierci wielkiego chana Ogedeja skłoniła Batu-chana do odwrotu. Podział imperium, który teraz nastąpił, uczynił Batu-chana władcą jego zachodniej części, zwanej odtąd Złotą albo Siną Ordą. Państwo to dotykało Dniestru, obejmowało kraje nad dolnym Dnieprem, cały bieg Wołgi, dochodziło do Gór Uralskich i przez Stepy Kipczackie sięgało aż do Azji Środkowej. Stolicą był Saraj położony nad Achtubą, ramieniem Wołgi.
- 3 maja – w bitwie morskiej pod Monte Christo flota cesarza rzymskiego Fryderyka II pokonała flotę papieską.
- 25 października – Celestyn IV rozpoczął swój pontyfikat.

## Urodzili się
- 4 września – Aleksander III, król Szkocji (zm. 1286)
- Leszek Czarny, książę łęczycki, sieradzki, krakowski i sandomierski (zm. 1288)

## Zmarli
- 3 stycznia – Herman II, landgraf Turyngii (ur. 1222)
- 17 marca – Kocjan, chan Połowców (ur. ?)[1]
- 28 marca – Waldemar II Zwycięski, król Danii (ur. 1170)
- 9 kwietnia (bitwa pod Legnicą):
  - Henryk II Pobożny, książę wrocławski, krakowski i wielkopolski (ur. 1196/1207)
  - Bolesław Dypoldowic, książę z dynastii Przemyślidów (ur. 1182–1183)
- 22 sierpnia – Grzegorz IX, papież (ur. ok. 1165)[2]
- 23 września – Snorri Sturluson, islandzki poeta i historyk (ur. 1179)
- 10 listopada – Celestyn IV, papież (ur. ?)[3]